# 张丽芳
张丽芳（1982年1月3日—），河南人，中国女子垒球运动员，司职外场手，主要特点是左打、长断结合。1996年加入河南女子垒球队，2005年加入国家队，先后获得2001年全国冠军赛冠军、2004年全国锦标赛第四名、2005年世界杯的第四名、2006年世锦赛的第四名。
她也是2008年夏季奥林匹克运动会中国垒球队队员。